# Theodor Spieß
Theodor Spieß (* 2. April 1890 in Berlin; † 30. Januar 1962 in Hamburg) war ein deutscher Generalleutnant der Luftwaffe im Zweiten Weltkrieg.

## Militärbiografie

### Frühe Jahre und Erster Weltkrieg
Spieß trat am 12. Juni 1909 als Fahnenjunker in das Pionier-Bataillon Nr. 3 der Preußischen Armee ein. Dort wurde er am 1. Dezember 1909 zum Gefreiten, am 16. Dezember 1909 zum Unteroffizier und am 27. Januar 1910 zum Fähnrich befördert. Am 16. November 1910 wurde er Leutnant und Kompanieoffizier. Nach Beginn des Ersten Weltkrieges war Spieß in seinem Bataillon zunächst Zug- und später Kompanieführer. Am 28. Februar 1916 wurde er zum Führer der Minenwerfer-Kompanie 5 ernannt. Am 22. März 1916 erfolgte seine Beförderung zum Oberleutnant und die Ernennung zum Chef seiner Kompanie. Vom 15. August bis zum 12. September 1918 diente Spieß als Ordonnanzoffizier im Stab der 5. Infanterie-Division. Im Anschluss daran kehrte er zu seinem Stammregiment zurück, wo er bis zu dessen Demobilisierung im Januar 1919 diente. Während des Krieges hatte man ihn mit beiden Klassen des Eisernen Kreuzes, dem Ritterkreuz des Königlichen Hausordens von Hohenzollern mit Schwertern sowie dem Hamburger Hanseatenkreuz ausgezeichnet.

### Zwischenkriegsjahre
Zum 19. Januar 1919 wurde Spieß als Ordonnanzoffizier in den Stab des Freikorps 1. Marine-Brigade bzw. später der Marine-Brigade Ehrhardt (2. Marine-Brigade) beordert. Am 21. August 1919 wurde in die Vorläufige Reichswehr übernommen und als Bataillonsadjutant dem Reichswehr-Schützen-Regiment 18 zugeteilt. Vom 1. Oktober 1920 bis 14. September 1922 folgte seine Versetzung in das 6. Infanterie-Regiment, wo man ihn als Zugführer verwendete. Zeitgleich war Spieß vom 3. Januar bis 3. September 1921 in den Stab der 2. Division kommandiert. Am 15. September 1922 wurde Spieß zum Chef der Minenwerfer-Kompanie ernannt und am 1. Oktober 1922 zum Hauptmann befördert. Im Juni 1928 wurde er in das Ausbildungs-Bataillon des 12. Infanterie-Regiments nach Halberstadt versetzt, wo er zeitweise als Kompaniechef und zeitweise im Stab diente, ehe er in das III. Bataillon des 16. Infanterie-Regiments nach Oldenburg wechselte. Hier fand er Verwendung als Chef der 12. MG-Kompanie. Am 1. Januar 1932 wurde Spieß in den Stab des Infanterie-Führers I nach Allenstein versetzt, dann bis Ende September 1934 zur II. Marine-Artillerie-Abteilung abkommandiert und zwischenzeitlich am 1. April 1933 zum Major befördert.
Am 1. Oktober 1934 trat Spieß zur Luftwaffe über, wo er bis Ende September 1935 als Kommandeur der Flak-MG-Abteilung Brandenburg diente. Am 1. Oktober 1935 wurde er zum Oberstleutnant befördert und zum Kommandeur der leichten Flak-Abteilung II/22 ernannt. Von Oktober 1936 bis März 1937 war er Kommandeur des Flak-Regiments 26. Im Anschluss daran war er 1. Generalstabsoffizier (Ib) beim Luftkreis-Kommando V in München, wo er am 1. März 1938 zum Oberst befördert wurde. Nach dem Anschluss Österreichs wurde Spieß am 1. April 1938 in den Stab des Kommandierenden Generals der Luftwaffe in Österreich kommandiert, in dem er bis Ende Juni 1938 diente.

### Zweiter Weltkrieg
Am 1. Juli 1938 wurde Spieß zum Kommandeur des Flak-Regiments 6 in Hamburg ernannt. Am 1. August 1939 wurde er zum Generalmajor befördert. Von Dezember 1939 bis Ende Februar 1940 kommandierte er sodann die 6. Flak-Brigade im Raum Mönchengladbach. Am 29. Februar 1940 wurde er zum Kommandeur des Luftverteidigungskommandos 3 in Hamburg ernannt, das im September 1941 die Bezeichnung 3. Flak-Division erhielt. Seine Beförderung zum Generalleutnant erfolgte am 1. August 1941. Am 1. Juli 1942 wurde er  Kommandeur der 13. Flak-Division, die er bis zum 10. März 1944 in Frankreich befehligte. Am 11. März 1944 wurde Spieß in die Führerreserve überstellt, wo er bis Ende Juli 1944 zur Verfügung beim Luftgaukommando XI in Hamburg stand. Am 31. Juli 1944 schied Spieß aus dem Wehrdienst aus und fand bis Kriegsende keine Verwendung mehr. Eine Kriegsgefangenschaft folgte nicht.

## Werke
- Minenwerfer im Großkampf – mit Unterstützung von Kriegskameraden nach den Amtlichen Kriegstagebüchern. Lehmann Verlag, München 1933.